# Khmer Times
Die Khmer Times ist eine englischsprachige Tageszeitung, die in der kambodschanischen Hauptstadt Phnom Penh publiziert wird. Sie erscheint von Montag bis Freitag, die Website wird laufend aktualisiert.

## Geschichte
Die Khmer Times wurde 2013 als dritte englischsprachige Tageszeitung in Kambodscha neben The Cambodia Daily (seit 2017 nur noch online) und The Phnom Penh Post vom indischstämmigen malaysischen Geschäftsmann Mohan Tirugmanasam Bandam gegründet. Mohan war bereits früher in kambodschanischen Medien tätig. So leitete er von 1992 bis 1995 die Cambodia Times und von 1995 bis 1996 Cambodia Today. Er war ebenfalls Herausgeber der Zeitung The Vision, bis diese im Juni 2000 eingestellt wurde.
Nachdem die Cambodia Daily am 2. März 2018 in einem Artikel behauptet hatte, die Khmer Times erhalte Tausende von Dollars von Chen Lip Keong, dem Präsidenten der größten Hotel- und Spielbankengruppe Kambodschas Naga Corporation, und von Hun Manit, dem Sohn des kambodschanischen Premierministers Hun Sen, drohte die Khmer Times die Cambodia Daily wegen Falschmeldungen zu verklagen.

## Plagiatsvorwürfe
Der Besitzer der Khmer Times T. Mohan publizierte ab Herbst 2014 selbst Artikel, die die Online-Community Khmer440 im Dezember 2015 als Plagiate entlarvte. Die meisten seiner Artikel seien reine Kopien von Beiträgen malaysischer Blogger oder von Studenten, Journalisten, Akademikern und sogar Geistlichen. Er soll auch Briefe an den Herausgeber selbst verfasst haben. Mohan stellte nach den Anschuldigungen Ende 2015 seine redaktionelle Mitarbeit ein.